# Ночето
Ночето (італ. Noceto) — муніципалітет в Італії, у регіоні Емілія-Романья,  провінція Парма.
Ночето розташоване на відстані близько 380 км на північний захід від Рима, 100 км на захід від Болоньї, 12 км на захід від Парми.
Населення — 12 999 осіб (2014).
Щорічний фестиваль відбувається 11 листопада. Покровитель — святий Мартин.

## Демографія
Населення за роками:

Станом на 1 січня 2023 року в муніципалітеті офіційно проживало 1356 іноземців з 69 країн, серед них 364 громадяни країн Євросоюзу та 31 громадянин України.

## Сусідні муніципалітети
- Коллеккьо
- Фіденца
- Фонтанеллато
- Фонтевіво
- Медезано
- Парма